# Ballada 24504
Ballada 24504 – polski monofoniczny radioodbiornik z wbudowanym gramofonem G-253, produkowany w latach 1968–1972 w dzierżoniowskich Zakładach Radiowych Diora.

## Charakterystyka
Umożliwia odbiór stacji na falach długich, średnich i krótkich. Posiada wbudowaną antenę ferrytową, gniazda antenowe i uziemienia, gniazdo magnetofonowo-gramofonowe i obrotowy przełącznik zakresów z dźwignią wyprowadzoną na boczną ściankę. Układ odbiornika (superheterodynowy), identyczny z zastosowanym w odbiorniku Promyk-Lux, zawiera 3 lampy elektronowe (ECH 81, EF 89 i ECL 86), diodę germanową (DOG-58) i prostownik selenowy (SPS6B). Wbudowany gramofon pracuje z prędkościami obrotowymi 78, 45 i 33⅓ obr./min.